# +۴۴
+44 (انگلیسی: +۴۴) یک ابرگروه موسیقی راک در لس آنجلس، کالیفرنیا بود. این گروه در سال ۲۰۰۵ تأسیس و در سال ۲۰۰۹ منحل شده‌است.